# Derry and Strabane
Derry and Strabane, officieel: Derry City and Strabane, (Iers: Doire agus An Srath Bán) is een district (ONS-code N09000005) in Noord-Ierland. Het district ligt aan de rechteroever van de Foyle in Derry. In het noorden grenst een klein deel aan de Lough Foyle, het estuarium van de Foyle. Het district heeft de status van borough. Derry and Strabane telt 151.000 inwoners. De landoppervlakte bedraagt 1.251 km², de bevolkingsdichtheid is dus 120 inwoners per km².
Van de bevolking is 25% protestant en 72% katholiek.
Derry and Strabane ontstond op 1 april 2015 na het Local Government Reform Programme, de herindeling van 26 naar 11 districten in Noord-Ierland. Derry and Strabane kwam tot stand door de samenvoeging van de voormalige districten City of Derry en Strabane. In vergelijking met de oude graafschappen bevat het district delen van County of Londonderry en County of Tyrone.
De gemeente (local authority) is de Derry City and Strabane District Council, die de Derry City Council en de Strabane District Council vervangt. Door de aanwezigheid van een stad heeft het district een burgemeester (mayor). De vergaderingen van de raad vinden plaats in de Guildhall in Derry.
Het district wordt bestuurd door 40 raadsleden die verkozen werden in zeven aparte District Electoral Areas (DEAs) die ze als districtsraadslid vertegenwoordigen. Elke DEA leverde zeven, zes of vijf vertegenwoordigers. Deze zeven DEAs zijn: Ballyarnett, Derg, Faughan, Foyleside, Sperrin, The Moor en The Waterside. De eerste verkiezingen vonden plaats in mei 2014. Het eerste jaar trad de districtsraad op als een soort schaduwraad naast de districtsraden van de oude districten die tot eind maart 2015 in functie bleven.

## Zetelverdeling
De verkozenen na de verkiezing van 22 mei 2014 waren effectief in functie van 2015 tot 2019. Verkiezingen zijn vierjaarlijks.
| Partij                             | Verkozen 2014 | Evolutie 2018 | Verkozen 2019 |
| ---------------------------------- | ------------- | ------------- | ------------- |
| Sinn Féin                          | 16            | 16            |               |
| Social Democratic and Labour Party | 10            | 8             |               |
| Democratic Unionist Party          | 8             | 7             |               |
| Ulster Unionist Party              | 2             | 2             |               |
| Onafhankelijken                    | 4             | 7             |               |

Situatie op 12 maart 2018.
Antrim and Newtownabbey · Ards and North Down · Armagh City, Banbridge and Craigavon · Belfast · Causeway Coast and Glens · Derry City and Strabane · Fermanagh and Omagh · Lisburn and Castlereagh · Mid and East Antrim · Mid Ulster · Newry, Mourne and Down